# Daheim in den Bergen – Schuld und Vergebung
Schuld und Vergebung ist ein deutscher Fernsehfilm von Karola Hattop aus dem Jahr 2018. Es handelt sich um den Pilotfilm der Heimatfilmreihe Daheim in den Bergen. In den Hauptrollen agieren Walter Sittler, Max Herbrechter, Catherine Bode, Thomas Unger, Theresa Scholze, Matthi Faust, Nadja Sabersky, Judith Toth, Alma Leiberg, Rike Schmid und Johann von Bülow.

## Handlung
Lisa Huber zieht von München zurück in ihre Heimat im Allgäu. Dort will sie sich nun als Rechtsanwältin niederlassen und hat im Ort ein entsprechendes Objekt angemietet. Lisa führt einen Prozess gegen die Leitners, um das Weideland, das die Hubers vor zwanzig Jahren an die Leitners verloren haben, zurückzufordern. Der Verlust des Landes geht zurück auf einen von Lorenz Huber verursachten Unfall, bei dem der jüngste Leitner-Sohn Peter zu Tode kam. Lorenz Huber und Sebastian Leitner waren bis zu dem tragischen Vorfall beste Freunde. Sebastian Leitner hatte Lorenz Huber einen Kredit gewährt, den dieser mit dem Weideland abgesichert wissen wollte. Da er das Geld zum Zeitpunkt des Unglücks noch nicht vollständig zurückgezahlt hatte, ging das Land an die Leitners. Das Unglück zog jedoch auch nach sich, dass Lisa Hubers und die Liebe des mittleren Leitner-Sohns Florian auf der Strecke blieb und auch Georg Leitner, der älteste Sohn Sebastians, den Hubers fortan feindlich begegnete.
Auf dem Leitner-Hof, der Aktiv-Urlaub für Städter anbietet, haben sich Frieda Richthofen und Helena Hartmann eingemietet. Richthofen hat Hartmann, eine Privatdetektivin, beauftragt, ihren geschiedenen Mann Alexander zu beobachten, um herauszufinden, ob er ihre Kinder Emilia und David, die im Ort beim Vater leben, gegen sie beeinflusst. Die kleine Emilia spricht nach einem schlimmen Unfall, der mehrere schmerzhafte Operationen nach sich zog, kein Wort mehr und betrachtet ihre Mutter als ihre Feindin. Nach einiger Zeit sucht David seine Mutter auf und führt ihr sehr plastisch vor Augen, warum er sich entschieden hat, bei seinem Vater zu leben.
Lisa Huber argumentiert zwar gut vor Gericht, kann aber nicht verhindern, dass der Richter ihre Klage abweist und der Anwalt der Gegenseite nun auch noch das Wegerecht, über das die Alp der Familie Huber zu erreichen ist und das bisher stillschweigend geduldet wurde, widerruft. Für die Hubers ist das eine Katastrophe und bedeutet wohl das Aus für ihren geliebten Hof. Lorenz und Marie Huber wollten den Prozess eigentlich sowieso nie. Lisa glaubte jedoch, ihrem Vater mit einem Sieg über die Leitners seinen inneren Frieden wiedergeben zu können. Deswegen hatte sie seinerzeit beschlossen, Jura zu studieren. Marie überzeugt ihre Schwester jedoch davon, dass nur Sebastian Leitner dazu imstande sei, ihrem Vater diesen Frieden zu geben. Überraschend taucht Sebastian Leitner bei den Hubers auf und lässt sie wissen, dass sie den Weg natürlich weiter nutzen könnten, um dann ohne weitere Worte wieder zu verschwinden.
Frieda Richthofen hat inzwischen eingesehen, dass ihr Mann nur das Beste für die gemeinsamen Kinder will und sie keinesfalls gegen sie beeinflusst. Inzwischen spricht die kleine Emilia auch wieder, was zum Großteil Sebastian Leitner zu verdanken ist, der dem Kind spielerisch in seiner Funktion als Reittherapeut und mit Hilfe eines Ponys gezeigt hat, dass es Vertrauen haben muss und kann. Und auch Helena Hartmann und Alexander Richthofen finden wieder zueinander, nachdem Alexander glauben musste, dass Helena ihm nur Verliebtheit vorgetäuscht hat.

## Produktion

### Drehorte
Für den Auftaktfilm der neuen ARD-Heimatfilmreihe wurde vom 22. August bis zum 27. Oktober 2017 an Schauplätzen im Allgäu gedreht.

#### Hauptdrehorte
Alpe der Familie Huber: Sennalpe Oberberg (1.305 m) oberhalb von Gunzesried bei Immenstadt im Naturpark Nagelfluhkette.
Bauernhof Familie Leitner: Bauernhof und Milchwirtschaftsbetrieb mit Biergarten außerhalb von Sibratshofen bei Weitnau 15 km von Immenstadt entfernt

#### Weitere Drehorte
Stadtszenen in Memmingen (Marktplatz, Zangmeisterpassage, Theaterplatz, Stadtbachlauf, Käseladen, Apotheke), Kempten Allgäuhalle
Die Redaktion des Films lag bei Barbara Süßmann und Stefan Kruppa, die Aufnahmeleitung bei Jannis Stahnsdorf und Andreas Mohlbeier, die Produktionsleitung bei Barbara Josek und die Herstellungsleitung bei Oliver Nommsen und für die ARD Degeto bei Kirsten Frehse. Es handelt sich um eine Produktion der Westside Filmproduktion im Auftrag der ARD Degeto für Das Erste.

### Gespräche mit den Hauptdarstellern
Theresa Scholze stimmte zu, dass die Beziehung zwischen Marie und Lisa intensiv und kompliziert sei, sie aber auch beste Freundinnen seien und ergänzte, dass sie das Verhältnis der Schwestern sehr spannend finde. Beide hätten zwar dieselben Wurzeln, aber doch einen unterschiedlichen Werdegang. Die Schwestern liebten sich, könnten aber auch ebenso lebhaft miteinander streiten. Da man sich natürlich gut kenne, wisse man auch besonders gut, womit man den anderen verletzten oder auf die Palme bringen könne. Es herrsche Ehrlichkeit zwischen ihnen, wie es fast nur bei Schwestern sein könne. Catherine Bode ergänzte, für sie seien Lisa und Marie wie die zwei Seiten einer Münze. Sie seien sich sehr nah und untrennbar miteinander verbunden und schauten dennoch in unterschiedliche Richtungen. Ihre gemeinsame Kindheit sei geprägt durch den Familienzusammenhalt und die enge Verbundenheit mit der Natur, die das Leben in den Bergen nun einmal mit sich bringe. Auf die Schicksalsschläge, die die Familie später ereilten, reagierten die Schwestern jedoch komplett unterschiedlich. Angesprochen auf die Chemie zwischen ihnen, stimmten beide zu, dass sie sich sofort verstanden hätten, es sei gleich etwas Vertrautes zwischen ihnen gewesen, die Vertrautheit vor der Kamera herrsche auch zwischen ihnen privat.
An Max Herbrechter und Walter Sittler ging die Frage, ob es eine tiefe Freundschaft zwischen Männern wirklich gebe oder sie ein Mythos sei. Sittler meinte, eine lebenslange, echte Freundschaft zwischen Männern gebe es, wichtig seien Vertrauen, Verschwiegenheit, Treue und Großmut. Herbrechter meinte, das sehe er ähnlich und ergänzte, eine Seelenverwandtschaft und natürlich dieselbe Art von Humor seien weitere Kriterien. Auf die Frage, ob er selbst einen besten Freund habe, antwortete Herbrechter, sogar zwei. Obwohl er mit Klaus J. Behrendt keinen guten Start gehabt habe, habe man sich auf Anhieb gemocht bis heute seien sie dicke Freunde. Der andere Freund sei ein Drehbuchautor, der, wie er, aus Dortmund komme. Auch als Trio verstehe man sich gut. Sittler meinte, diese Frage sei ihm zu privat, das bleibe sein Geheimnis. Herbrechter ergänzte noch, dass er mit Walter Sittler seit der Serie Nikola gut befreundet sei, das sei auch ein Grund für ihn gewesen, die Rolle des Lorenz zu übernehmen. Beide Männer war sich einig, dass Freundschaften unter extremen Belastungen zerbrechen könnten. Neben dem Unfall sei das die zusätzliche Tragik, dass die Männer seit 20 Jahren keinen Weg finden würden, miteinander zu reden.

### Veröffentlichung
Die Erstausstrahlung des Films fand am 4. Mai 2018 im Programm der ARD Das Erste im Rahmen der Reihe „Endlich Freitag im Ersten“ statt.

## Kritik
Die Kritiker der Fernsehzeitschrift TV Spielfilm taten den Film mit den Worten ab: „Langweiliger Terz vor schöner Landschaft“.
Die Redaktion des Filmdienstes meinte lapidar: „Zweiteiliger (Fernseh-)Heimatfilm als Rückfall in die betuliche und wirklichkeitsferne Erzählweise des Genres aus den 1950er-Jahren. Die banalen Konflikte türmen sich zwar, werden jedoch allesamt im allseitigen Glück aufgelöst.“ Der zweite Halbsatz stimmt jedoch mit dem Filmgeschehen – legt man die Haupthandlung zugrunde – nicht überein.